# Pseudopostega protomochla
Pseudopostega protomochla là một loài bướm đêm thuộc họ Opostegidae. Nó được Edward Meyrick miêu tả năm 1935. Nó được tìm thấy ở north-miền trung Argentina và the state of Minas Gerais ở miền nam Brasil.
Chiều dài cánh trước là 3.5–5 mm. Con trưởng thành bay từ tháng 11 đến tháng 2 in Argentina và vào tháng 10 in Brazil.